# Црква Успења Пресвете Богородице у Ђулекару
Црква Успења Пресвете Богородице у Ђулекару, насељеном месту на територији општине Медвеђа, православни је храм који припада Епархији нишкој Српске православне цркве.
Црква посвећена Успења Пресвете Богородице, подигнута је највероватније 1924. године. Тренутно је ван богослужбене употребе и налази се у лошем стању. Обнова није могућа.